# Kerekharaszt
Kerekharaszt es un pueblo húngaro perteneciente al distrito de Hatvan, condado de Heves.

## Superficie
Cuenta con una superficie de 14,36 km².

## Demografía
Hasta 2024 la población era de 932 habitantes, con una densidad de población de 64,90 hab/km².
| Gráfica de evolución demográfica de Kerekharaszt entre 2020 y 2024 |
|                                                                    |
| Datos según la Oficina Central de Estadística de Hungría.          |